# دهان‌نخودی
دهان‌نخودی (نام علمی: Mylocheilus caurinus) نام یک گونه از خانواده کپورماهیان است.